# 妞妞：一个父亲的札记
《妞妞：一个父亲的札记》系周国平所写的一部纪实文学，以其个人经历写成，最初在1996年由上海人民出版社出版。它的主角一个仅活了两年多便夭折的小女孩——妞妞。其母雨儿在怀孕5个月时感冒，医生执意以大量X光照射。妞妞出生后左眼瞳孔与别的孩子不同，最终被确诊为恶性眼底肿瘤。父母给她以最细心的照料，最终还是无法挽回。父母也最终分手。全书是以父亲日记作为形式，记录妞妞成长的各种细节，第九章《妞妞小词典》则受了词典小说的影响。